# Madonna Diotallevi
La Madonna Diotallevi è un dipinto a olio su tavola (69x50 cm) di Raffaello Sanzio, databile verso il 1504 e conservato nella Gemäldegalerie di Berlino. 

## Storia
L'opera faceva parte della collezione del marchese Audiface Diotallevi di Rimini, finendo nella sede odierna nel 1842 in seguito all'acquisto effettuato da Gustav Friedrich Waagen. In antico venne riferita a Perugino, mentre oggi è assegnata quasi concordemente a Raffaello, con l'eccezione di Adolfo Venturi che parlò di un "Maestro della Madonna Diotallevi", a cui riferì anche alcune parti della Madonna della Consolazione di Perugino.
Longhi notò la diversità di fattura della Madonna, più arcaica, rispetto al Bambino e a san Giovannino, ipotizzando una realizzazione a più riprese, avviata verso il 1500-1502 e conclusa a Firenze nel 1504-1505.

## Descrizione e stile
Maria è raffigurata a metà figura col Bambino in grembo e san Giovannino a fianco. Fitti sono i rapporti di gesti e sguardi tra i protagonisti, con Gesù che benedice Giovanni, il quale unisce le mani al petto in segno di umiltà e accettazione, mentre Maria, col suo abbraccio, veglia su entrambi approvando l'accaduto. 
Sebbene la composizione e le fisionomie dei protagonisti rimandino strettamente ai modelli di Perugino, interpretato però con austera semplicità, la cromia rivela quello splendore e quella profondità di chiaroscuro imputabile a Raffaello giovane.
Lo sfondo è composto da un cielo chiaro, con un paesaggio al di sotto dell'orizzonte che passa a metà della tavola. Come tipico della scuola umbra, in esso si riconoscono colline dolcemente digradanti, che si perdono in lontananza secondo le regole della prospettiva aerea.